# الجريمة في الولايات المتحدة
الجريمة في الولايات المتحدة بدأت تدون منذ أوائل القرن السابع عشر. تباينت معدلات الجريمة بمرور الوقت، مع ارتفاع حاد بعد عام 1900 ووصلت إلى ذروة كبيرة بين السبعينيات وأوائل التسعينيات من القرن العشرين. وبعد عام 1992، بدأت معدلات الجريمة بالانخفاض عامًا بعد عام، ومنذ ذلك الحين انخفضت بشكل ملحوظ. استمر الأمر على هذا المنوال حتى عام 2015، إذ عادت معدلات الجريمة للارتفاع بشكل طفيف. وانعكس الأمر في عامي 2018 و2019، لكن جرائم العنف زادت بشكل كبير مرة أخرى في عام 2020. وعلى الرغم من الزيادة في جرائم العنف، ولا سيما جرائم القتل، بين عامي 2020 و2021، فإن حجم الجريمة الإجمالية ما يزال أقل بكثير من ذروة الجريمة التي شهدتها الولايات المتحدة خلال أواخر الثمانينيات وأوائل التسعينيات من القرن العشرين، واستمرت معدلات الجرائم الأخرى مثل الاغتصاب وجرائم الممتلكات والسطو بالانخفاض. ولكن التكلفة الإجمالية للجريمة في الولايات المتحدة مرتفعة، إذ جرى الإبلاغ عن قيمة تقدر بـ 4.9 تريليون دولار في عام 2021.
تجري فهرسة الإحصاءات المتعلقة بجرائم محددة في تقارير الجرائم الموحدة السنوية من قبل مكتب التحقيقات الفيدرالي (إف بي أي) ومن خلال الاستطلاعات الوطنية السنوية لضحايا الجرائم من قبل مكتب إحصائيات وزارة العدل. بالإضافة إلى التقرير الأساسي للجريمة الموحدة المعروف باسم الجريمة في الولايات المتحدة، ينشر مكتب التحقيقات الفيدرالي تقارير سنوية عن حالة تطبيق القانون في الولايات المتحدة. وتعتبر تعريفات التقرير لجرائم معينة معيارية من قبل العديد من وكالات إنفاذ القانون الأمريكية. وفقًا لمكتب التحقيقات الفيدرالي، يشمل مؤشر الجريمة في الولايات المتحدة جرائم العنف وجرائم الممتلكات. تتكون جريمة العنف من خمس جرائم جنائية: القتل العمد والقتل غير العمد والاغتصاب والسرقة والاعتداء الجسيم وعنف العصابات. وتتكون جريمة الممتلكات من السطو والسرقة وسرقة السيارات وحرق الممتلكات.
والجانب الأساسي للجريمة هو الجاني والضحية ونوع الجريمة وخطورتها ودرجتها ومكانها. وتعد هذه الأسئلة الأساسية التي يطرحها تطبيق القانون عند التحقيق في أي موقف لأول مرة. وتنسق هذه المعلومات في سجل حكومي من خلال تقرير اعتقال للشرطة، الذي يُعرف أيضًا باسم تقرير الحادث. تحدد هذه النماذج جميع المعلومات اللازمة لتصنيف الجريمة في النظام وتوفر مخططًا قويًا لمزيد من وكلاء إنفاذ القانون لمراجعته. ويمتلك المجتمع مفهومًا خاطئ حول معدلات الجريمة بسبب الجوانب الإعلامية التي تزيد من عامل الخوف لديهم. تتقلب بيانات الجريمة في النظام حسب الجريمة اعتمادًا على بعض العوامل الاجتماعية المؤثرة مثل الاقتصاد والجرائم غير المبلغ عنها والسكان والجغرافيا.

## الجريمة عبر الزمن
على المدى الطويل، شهدت جرائم العنف في الولايات المتحدة انخفاضًا منذ العهد الاستعماري. وقُدر معدل جرائم القتل بأكثر من 30 لكل 100،000 شخص في عام 1700، وانخفض إلى أقل من 20 بحلول عام 1800، وإلى أقل من 10 بحلول عام 1900.
بعد الحرب العالمية الثانية، ارتفعت معدلات الجريمة في الولايات المتحدة، وبلغت ذروتها من السبعينيات حتى أوائل التسعينيات من القرن العشرين. تضاعفت جرائم العنف أربع مرات تقريبًا بين عام 1960 وذروتها في عام 1991. وتضاعفت جرائم الممتلكات أكثر من الضعف خلال نفس الفترة. ومنذ تسعينيات القرن العشرين، وعلى عكس المفهوم الخاطئ الشائع، انخفضت الجريمة في الولايات المتحدة بشكل مطرد، وانخفضت بشكل ملحوظ في أواخر التسعينيات وأيضًا في أوائل العقد الأول من القرن الحادي والعشرين. واقترحت العديد من النظريات لشرح هذا التراجع:
- زاد عدد ضباط الشرطة المعينين والموظفين في مختلف قوات الشرطة زيادة كبيرة في تسعينيات القرن العشرين.
- في 16 سبتمبر عام 1994، وقع الرئيس بيل كلينتون على تشريع مكافحة الجرائم العنيفة وإنفاذ القانون ليصبح قانونًا. وبموجب القانون، جرى إنفاق أكثر من 30 مليار دولار من المساعدات الفيدرالية على مدى ست سنوات لتحسين برامج إنفاذ القانون على مستوى الولاية وعلى المستوى المحلي، والسجون، وبرامج منع الجريمة. ووصفه أنصار القانون، بمن فيهم الرئيس، بأنه مساهم رئيسي في الانخفاض الحاد في الجريمة الذي حدث خلال فترة التسعينيات، في حين أن النقاد وصفوه بأنه بدعة فدرالية غير مفيدة.[9]
- ازداد عدد المساجين بشكل سريع منذ منتصف سبعينيات القرن العشرين.
- ابتداءً من منتصف الثمانينيات من القرن العشرين، نما سوق الكوكايين بسرعة قبل أن يتراجع مرة أخرى بعد عقد من الزمن. أشار بعض الكتّاب إلى الصلة بين جرائم العنف واستخدام الكراك (كوكايين). [10]
- قلل الإجهاض القانوني من عدد الأطفال المولودين لأمهات في ظروف صعبة، إذ أن الطفولة الصعبة تجعل الأطفال أكثر عرضة لأن يصبحوا مجرمين.[11]
- جرت الإشارة إلى التركيبة السكانية المتغيرة لشيخوخة السكان في إطار انخفاض معدل الجريمة بشكل عام.[12]
- ارتفاع الدخل.[13]
- أدى إدخال ممارسة الشرطة القائمة على إحصائيات مؤتمتة إلى تقليل الجرائم في المدن التي تبنتها بشكل كبير.[13]
- تشير فرضية علاقة نسبة الرصاص بالجريمة إلى انخفاض التعرض للرصاص باعتباره السبب؛ كتب الباحث مارك أ. ر. كليمان: بالنظر إلى الانخفاض في التعرض للرصاص بين الأطفال منذ ثمانينيات القرن العشرين والتأثيرات المقدرة للرصاص على الجريمة، فإن انخفاض التعرض للرصاص يمكن أن يفسر بسهولة نسبة كبيرة جدًا - بالتأكيد أكثر من النصف - انخفاض الجريمة في الفترة بين عامي 1994 و2004. تقدر دراسة إحصائية دقيقة تتعلق بالتغيرات المحلية في التعرض للرصاص بمعدلات الجريمة المحلية نسبة الانخفاض في الجريمة بسبب تقليل الرصاص بأكثر من 90 في المئة.[14]
- زادت جودة التكنولوجيا واستخداماتها الأمنية مع انخفاض الجريمة، وبعد ذلك انخفض معدل سرقة السيارات؛ قد يكون هذا تسبب في انخفاض معدلات الجرائم الأخرى أيضًا.[15]
- زيادة معدلات الهجرة إلى الولايات المتحدة. [16][17]

## ضحايا الجريمة
في عام 2011 ، أشارت الدراسات الاستقصائية إلى وقوع أكثر من 5.8 مليون ضحية عنيفة و 17.1 مليون ضحية للممتلكات في الولايات المتحدة ؛ وفقًا لمكتب إحصاءات العدل ، فإن كل ضحية للممتلكات تتوافق مع أسرة واحدة ، في حين أن الإيذاء العنيف هو عدد ضحايا جريمة عنيفة. تم العثور على أنماط داخل ضحية الجريمة في الولايات المتحدة. بشكل عام ، كان الأشخاص ذوو الدخل المنخفض ، والذين تقل أعمارهم عن 25 عامًا ، وغير البيض أكثر عرضة للإبلاغ عن أنهم ضحايا الجريمة. كان للدخل والجنس والعمر التأثير الأكثر دراماتيكية على فرص وقوع الشخص ضحية للجريمة ، في حين أن خاصية العرق تعتمد على الجريمة التي يتم ارتكابها.
من حيث الجنس ، نشرت الدراسة الاستقصائية الوطنية لضحايا الجرائم (NCVS) التابعة لـ BJS في عام 2019 أن "نسبة الإيذاء العنيف التي تم الإبلاغ عنها للشرطة كانت أعلى بالنسبة للإناث (46٪) منها للذكور (36٪). يمكن أن يُعزى هذا الاختلاف إلى حد كبير إلى الإبلاغ عن اعتداءات بسيطة ، حيث كانت النسب المئوية للإيذاء العنيف المبلغ عنها للشرطة ، باستثناء الاعتداء البسيط ، متشابهة للإناث (47٪) والذكور (46٪). تُظهر نسبة الضحايا إلى عدد السكان 1.0 لكل من الذكور والإناث أن النسبة المئوية لحوادث العنف التي تشمل الذكور (49٪) أو الإناث (51٪) كانت تساوي الذكور (49٪) أو الإناث (51٪). من السكان.

## عنف السلاح

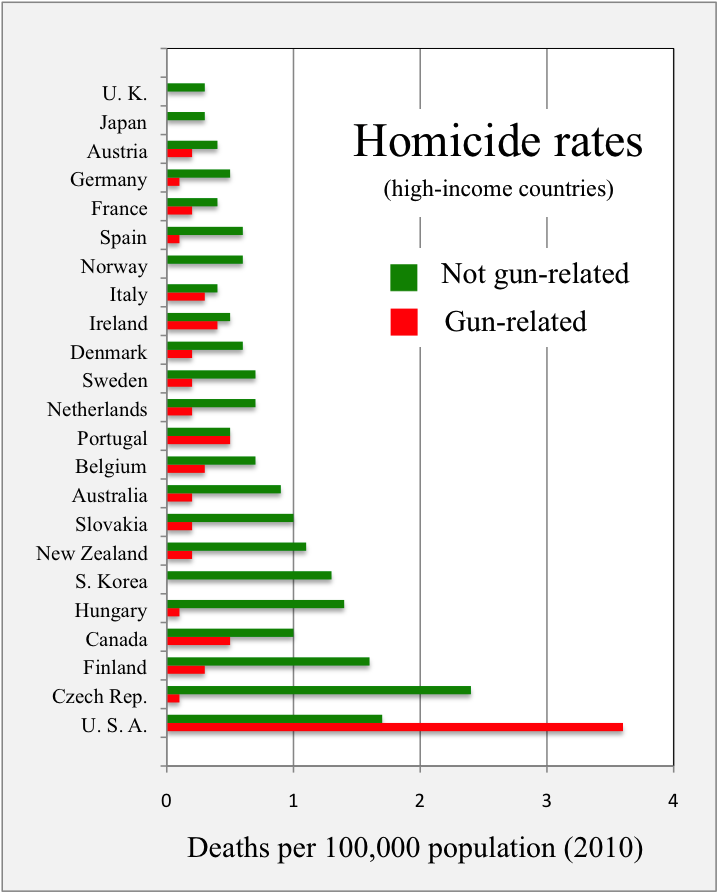
معدلات القتل

الولايات المتحدة لديها أعلى معدل لامتلاك المدنيين للأسلحة النارية للفرد. وفقًا لمراكز مكافحة الأمراض والوقاية منها (CDC) ، بين عامي 1999 و 2014 ، كان هناك 185.718 جريمة قتل بسبب استخدام سلاح ناري و 291571 حالة انتحار باستخدام سلاح ناري ، وكان معدل جرائم القتل بالأسلحة النارية في الولايات المتحدة في عام 2019 18 ضعف المعدل المتوسط في البلدان المتقدمة الأخرى ، على الرغم من الزيادة الكبيرة في المبيعات. من الأسلحة النارية منذ 1994 ، شهدت الولايات المتحدة انخفاضًا في المعدل السنوي لجرائم القتل باستخدام سلاح ناري من 7.0 لكل 100000 من السكان في 1993 إلى 3.6 لكل 100000 في 2013. ومع ذلك ، في السنوات الأربع بين 2010 و 2013 ، أبلغ ATF عن 31421.528 تخليص.

معدلات جرائم العنف (لكل 100،000) في الولايات المتحدة (1960-2018): 
| العام | معدل العنف | القتل والقتل غير العمد | الاغتصاب | السرقة | الاعتداء العنيف |
| 1960  | 160.9      | 5.1                    | 9.6      | 60.1   | 86.1            |
| 1961  | 158.1      | 4.8                    | 9.4      | 58.3   | 85.7            |
| 1962  | 162.3      | 4.6                    | 9.4      | 59.7   | 88.6            |
| 1963  | 168.2      | 4.6                    | 9.4      | 61.8   | 92.4            |
| 1964  | 190.6      | 4.9                    | 11.2     | 68.2   | 106.2           |
| 1965  | 200.2      | 5.1                    | 12.1     | 71.7   | 111.3           |
| 1966  | 220.0      | 5.6                    | 13.2     | 80.8   | 120.3           |
| 1967  | 253.2      | 6.2                    | 14.0     | 102.8  | 130.2           |
| 1968  | 298.4      | 6.9                    | 15.9     | 131.8  | 143.8           |
| 1969  | 328.7      | 7.3                    | 18.5     | 148.4  | 154.5           |
| 1970  | 363.5      | 7.9                    | 18.7     | 172.1  | 164.8           |
| 1971  | 396.0      | 8.6                    | 20.5     | 188.0  | 178.8           |
| 1972  | 401.0      | 9.0                    | 22.5     | 180.7  | 188.8           |
| 1973  | 417.4      | 9.4                    | 24.5     | 183.1  | 200.5           |
| 1974  | 461.1      | 9.8                    | 26.2     | 209.3  | 215.8           |
| 1975  | 487.8      | 9.6                    | 26.3     | 220.8  | 231.1           |
| 1976  | 467.8      | 8.7                    | 26.6     | 199.3  | 233.2           |
| 1977  | 475.9      | 8.8                    | 29.4     | 190.7  | 247.0           |
| 1978  | 497.8      | 9.0                    | 31.0     | 195.8  | 262.1           |
| 1979  | 548.9      | 9.8                    | 34.7     | 218.4  | 286.0           |
| 1980  | 596.6      | 10.2                   | 36.8     | 251.1  | 298.5           |
| 1981  | 594.3      | 9.8                    | 36.0     | 258.4  | 289.3           |
| 1982  | 570.8      | 9.1                    | 34.0     | 238.8  | 289.0           |
| 1983  | 537.7      | 8.3                    | 33.8     | 216.7  | 279.4           |
| 1984  | 539.9      | 7.9                    | 35.7     | 205.7  | 290.6           |
| 1985  | 556.6      | 8.0                    | 36.8     | 209.3  | 304.0           |
| 1986  | 620.1      | 8.6                    | 38.1     | 226.0  | 347.4           |
| 1987  | 612.5      | 8.3                    | 37.6     | 213.7  | 352.9           |
| 1988  | 640.6      | 8.5                    | 37.8     | 222.1  | 372.2           |
| 1989  | 666.9      | 8.7                    | 38.3     | 234.3  | 385.6           |
| 1990  | 729.6      | 9.4                    | 41.1     | 256.3  | 422.9           |
| 1991  | 758.2      | 9.8                    | 42.3     | 272.7  | 433.4           |
| 1992  | 757.7      | 9.3                    | 42.8     | 263.7  | 441.9           |
| 1993  | 747.1      | 9.5                    | 41.1     | 256.0  | 440.5           |
| 1994  | 713.6      | 9.0                    | 39.3     | 237.8  | 427.6           |
| 1995  | 684.5      | 8.2                    | 37.1     | 220.9  | 418.3           |
| 1996  | 636.6      | 7.4                    | 36.3     | 201.9  | 391.0           |
| 1997  | 611.0      | 6.8                    | 35.9     | 186.2  | 382.1           |
| 1998  | 567.6      | 6.3                    | 34.5     | 165.5  | 361.4           |
| 1999  | 523.0      | 5.7                    | 32.8     | 150.1  | 334.3           |
| 2000  | 506.5      | 5.5                    | 32.0     | 145.0  | 324.0           |
| 2001  | 504.5      | 5.6                    | 31.8     | 148.5  | 318.6           |
| 2002  | 494.4      | 5.6                    | 33.1     | 146.1  | 309.5           |
| 2003  | 475.8      | 5.7                    | 32.3     | 142.5  | 295.4           |
| 2004  | 463.2      | 5.5                    | 32.4     | 136.7  | 288.6           |
| 2005  | 469.0      | 5.6                    | 31.8     | 140.8  | 290.8           |
| 2006  | 473.6      | 5.8                    | 31.6     | 150.0  | 292.0           |
| 2007  | 471.8      | 5.7                    | 30.6     | 148.3  | 287.2           |
| 2008  | 458.6      | 5.4                    | 29.8     | 145.9  | 277.5           |
| 2009  | 431.9      | 5.0                    | 29.1     | 133.1  | 264.7           |
| 2010  | 404.5      | 4.8                    | 27.7     | 119.3  | 252.8           |
| 2011  | 387.1      | 4.7                    | 27.0     | 113.9  | 241.5           |
| 2012  | 387.8      | 4.7                    | 27.1     | 113.1  | 242.8           |
| 2013  | 369.1      | 4.5                    | 25.9     | 109.0  | 229.6           |
| 2014  | 361.6      | 4.4                    | 26.6     | 101.3  | 229.2           |
| 2015  | 373.7      | 4.9                    | 28.4     | 102.2  | 238.1           |
| 2016  | 386.6      | 5.4                    | 30.0     | 102.9  | 248.3           |
| 2017  | 383.8      | 5.3                    | 30.7     | 98.6   | 249.2           |
| 2018  | 368.9      | 5.0                    | 30.9     | 86.2   | 246.8           |